# آنتال فن در دویم
آنتال فن در دویم (انگلیسی: Antal van der Duim؛ زادهٔ ۱۶ سپتامبر ۱۹۸۷) یک تنیس‌باز اهل هلند است.